# Rainer Müller
Rainer Müller (ur. 30 lipca 1946 w Berlinie) – niemiecki kolarz torowy reprezentujący RFN, trzykrotny medalista mistrzostw świata.

## Kariera
Pierwszy sukces w karierze Rainer Müller osiągnął w 1969 roku, kiedy wspólnie z Jürgenem Barthem zdobył srebrny medal w wyścigu tandemów podczas mistrzostw świata w Antwerpii. W zawodach tych wyprzedzili ich tylko reprezentanci NRD: Hans-Jürgen Geschke i Werner Otto. W tym samym składzie zdobyli także złoty medal na mistrzostwach świata w Leicester w 1970 roku oraz kolejny srebrny podczas mistrzostw świata w Varese w 1971 roku. W parze z Barthem wystartował również na igrzyskach olimpijskich w Monachium w 1972 roku, gdzie zajęli piąte miejsce. Wielokrotnie zdobywał medale torowych mistrzostw kraju, w tym cztery złote.